# Fabrizio Ortis
Fabrizio Ortis (Campobasso, 5 ottobre 1971) è un politico italiano.

## Biografia
Tra i fondatori del Movimento 5 Stelle in Molise, si candida alle elezioni regionali in Molise del 2013 per la provincia di Campobasso: ottiene 206 preferenze e non risulta eletto.
Alle elezioni politiche del 2018 è eletto senatore nel collegio plurinominale Molise - 01. Dal 2018 è portavoce del gruppo parlamentare del M5S al Senato. Il 17 febbraio 2021 è tra i 15 senatori che non hanno votato la fiducia al Governo Draghi. Il giorno dopo, il capo politico del M5S, Vito Crimi, annuncia l'espulsione di tutti i 15 senatori dissidenti che non hanno votato la fiducia, Ortis approda dunque nel gruppo Misto.
Terminato nel 2022 il mandato parlamentare a causa dello scioglimento anticipato delle Camere, decide di non proseguire la propria attività politica.